# Jan Garbarek
Jan Garbarek (ur. 4 marca 1947 w Mysen w Norwegii) – norweski saksofonista; jeden z najbardziej znanych współczesnych muzyków jazzowych na świecie, uważany za ojca skandynawskiej sceny jazzowej.

## Twórczość

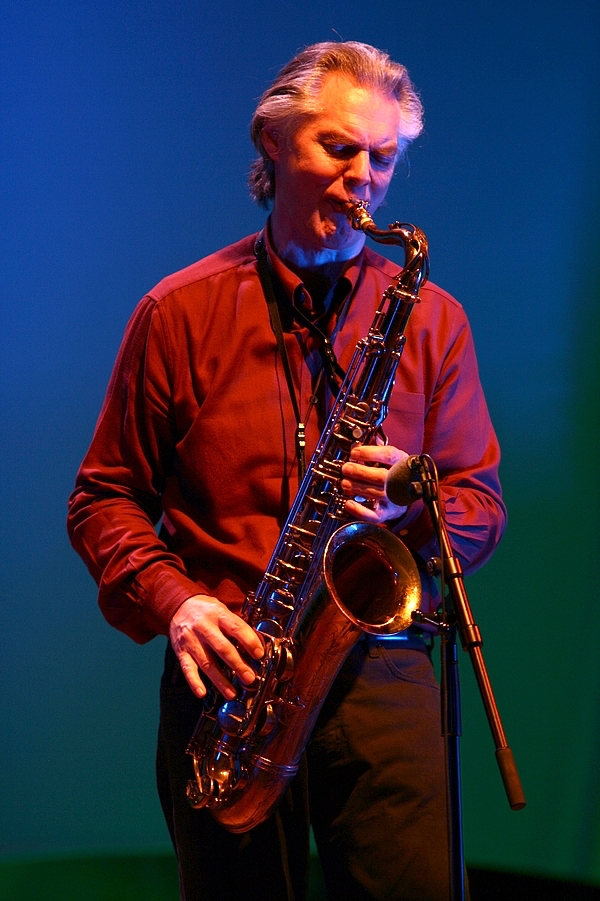
Koncert w Hasselt, Belgia 2007

Grę na saksofonie rozpoczął w wieku czternastu lat po usłyszeniu w radiu muzyki Johna Coltrane’a. Jego pierwszą płytą wydaną przez monachijski ECM (w którym wydał niemal wszystkie albumy) była nagrana w 1970 roku wspólnie z gitarzystą Terjem Rypdalem, basistą Arildem Andersenem oraz perkusistą Jonem Cristensenem Afric Pepperbird, na której usłyszeć można pewne elementy muzyki afrykańskiej.
Jego współpraca z Bobo Stensonem zaowocowała płytami: Sart – 1971, Witchi-Tai-To – 1973 oraz Dansere – 1975
W 2012 roku ukazało się wydawnictwo Dansere, zawierające te trzy płyty.
W latach 70. występował głównie wspólnie z pianistą Keithem Jarrettem, basistą Palle Danielssonem oraz Jonem Cristensenem jako tzw. Kwartet Europejski. Nagrał z nimi następujące płyty:
- Belonging – 1974
- My Song – 1977
- Personal Mountains – 1979 – wydany w 1989 roku, album koncertowy
- Nude Ants – 1979 – album koncertowy
- Sleeper – Tokyo, April 16, 1979 – 1979 – wydany w 2012 roku, album koncertowy

Nagrywał także z Kennym Wheelerem (Deer Wan), Ralphem Townerem (Solstice, Sounds and Shadows), Egberto Gismontim (Sol Do Meio Dia, Magico), Davidem Darlingiem (Cycles) .
Od lat ’80 XX w. można zauważyć w twórczości Garbarka coraz wyraźniejsze wpływy muzyki etnicznej z różnych stron świata: 
- skandynawskiej:
  - All Those Born with Wings – 1986
  - Legend of the Seven Dreams – 1988
  - I Took Up the Runes – 1990
  - Rosensfole – 1988 – razem z Agnes Buen Garnås
  - Twelve Moons – 1992 – nagrana m.in. z Mari Boine, Marilyn Mazur, Eberhardem Weberem
  - Ragas and Sagas – 1990
- pakistańskiej:
  - jak wspomniana wcześniej płyta Ragas and Sagas – wspólnie z muzykami pakistańskimi
- czy indyjskiej:
  - Vision – 1983 – z Lakshminarayana Shankarem
  - Song for Everyone – 1984 – z Lakshminarayana Shankarem, Trilokem Gurtu, Zakirem Hussainem, a także
- arabskiej:
  - Madar – 1992 – z Anouarem Brahemem.

Z sukcesem spotkała się jego współpraca z brytyjskim męskim kwartetem wokalnym The Hilliard Ensemble. Wspólnie nagrali trzy płyty: Officium – 1993, Mnemosyne – 1998, oraz Officium Novum - 2010, na których zawarte zostały niepowtarzalne opracowania kilkusetletnich pieśni liturgicznych. Kwartet wykonuje głównie muzykę średniowieczną, m.in. chorał gregoriański, saksofon Garbarka jest piątym głosem.
Wydana w 2004 roku płyta In Praise of Dreams, to trudny do skatalogowania efekt kooperacji z perkusistą Manu Katchém oraz altowiolistką Kim Kashkashian.

## Rodzina
Odnośnie jego polskiego pochodzenia narosło wiele wątpliwości. W jednym z wywiadów prasowych powiedział:

– Ilekroć pada twoje nazwisko, zaraz pojawiają się pytania, czy masz coś wspólnego z naszym krajem?
– Tak, mój ojciec jest Polakiem z pochodzenia, a wśród miast, które pojawiają się w jego opowieściach rodzinnych, znajdują się Jasło i Krosno. Wiele z nim rozmawiałem na temat Polski, jednak osobiście nie czuję w sobie nic z Polaka. Wiem natomiast, że to co gram, jest bardzo w waszym kraju cenione.
Ojciec saksofonisty przebywał w czasie wojny w obozie jenieckim. Piosenkarka i kompozytorka Anja Garbarek jest córką Jana.

## Dyskografia
Jan Garbarek
| I Took Up The Runes         | - Data: 1990 - Wydawca: ECM             | 6  | –  | –  | –   | –  | —  |                    |
| Visible World               | - Data: 1996 - Wydawca: ECM             | 20 | 37 | –  | –   | 44 | —  | - NOR: złota płyta |
| Rites                       | - Data: 1998 - Wydawca: ECM             | 7  | 39 | –  | 64  | –  | —  |                    |
| In Praise Of Dreams         | - Data: 21 września 2004 - Wydawca: ECM | 13 | 24 | 63 | 101 | –  | 36 |                    |
| "—" album nie był notowany. |                                         |    |    |    |     |    |    |                    |

Jan Garbarek Group
| Twelve Moons                            | - Data: kwiecień 1993 - Wydawca: ECM   | –  | 5 | –  | –   |                    |
| Dresden - Jan Garbarek Group In Concert | - Data: 4 września 2009 - Wydawca: ECM | 22 | 3 | 22 | 112 | - POL: złota płyta |
| "—" album nie był notowany.             |                                        |    |   |    |     |                    |

Współpraca
| Briskeby Blues (Jan Erik Vold with Jan Garbarek Quartet)                                     | - Data: 1969 - Wydawca: Philips         | –  | 9  | –  | –  | –   | –  | —  |                    |
| Luminessence (oraz Keith Jarrett)                                                            | - Data: 1975 - Wydawca: ECM             | 33 | –  | –  | –  | –   | –  | —  |                    |
| Eventyr (oraz Nana Vasconcelos, John Abercrombie)                                            | - Data: 1981 - Wydawca: ECM             | –  | 2  | –  | –  | –   | –  | —  |                    |
| Officium (Jan Garbarek & The Hilliard Ensemble)                                              | - Data: wrzesień 1994 - Wydawca: ECM    | –  | 9  | –  | –  | –   | 24 | 44 | - NOR: złota płyta |
| Mnemosyne (Jan Garbarek & The Hilliard Ensemble)                                             | - Data: 13 kwietnia 1999 - Wydawca: ECM | –  | 3  | –  | –  | –   | –  | —  |                    |
| Universal Syncopations (oraz Miroslav Vitous, John McLaughlin, Chick Corea, Jack DeJohnette) | - Data: 29 września 2003 - Wydawca: ECM | –  | 16 | –  | –  | –   | –  | —  |                    |
| Officium novum (Jan Garbarek & The Hilliard Ensemble)                                        | - Data: 17 września 2010 - Wydawca: ECM | –  | 5  | 39 | 51 | 170 | –  | 31 |                    |
| Sleeper (oraz Keith Jarrett, Palle Danielsson, Jon Christensen)                              | - Data: 13 lipca 2012 - Wydawca: ECM    | –  | –  | 24 | –  | –   | –  | —  |                    |
| Magico: Carta de Amor (oraz Egberto Gismonti, Charlie Haden)                                 | - Data: 6 listopada 2012 - Wydawca: ECM | 23 | –  | 86 | –  | –   | –  | —  |                    |
| "—" album nie był notowany.                                                                  |                                         |    |    |    |    |     |    |    |                    |

## Nagrody i wyróżnienia
| Rok  | Kategoria         | Tytułem      | Nagroda          | Nota | Źródło |
| ---- | ----------------- | ------------ | ---------------- | ---- | ------ |
| 1978 | Årets Spesialpris | Jan Garbarek | Spellemannprisen | Laur | [ 34 ] |